# Abupur
Abupur es  una ciudad censal situada en el distrito de Ghaziabad en el estado de Uttar Pradesh (India). Su población es de 6247 habitantes (2011). Se encuentra a 38 km de Nueva Delhi.

## Demografía
Según el censo de 2011 la población de Abupur era de 6247 habitantes, de los cuales 3355 eran hombres y 2892 eran mujeres. Abupur tiene una tasa media de alfabetización del 81,19%, superior a la media estatal del 67,68%: la alfabetización masculina es del 89,86%, y la alfabetización femenina del 71,08%.